# Estádio João Serra
O Estádio João Serra é um estádio multiuso localizado em Ponta do Sol na ilha de Santo Antão em Cabo Verde. É atualmente usado na maioria das vezes para partidas de futebol. O estádio tem capacidade para 2 mil pessoas. Este estádio é a "casa" de Solpontense, Rosariense e Paulense Desportivo Clube (do Paúl) e outra equipe que joga na primeira divisão, especialmente na primeira divisão da Ilha de Santo Antão.